# Canton de Bénévent-l'Abbaye
Pour les articles homonymes, voir Bénévent (homonymie).

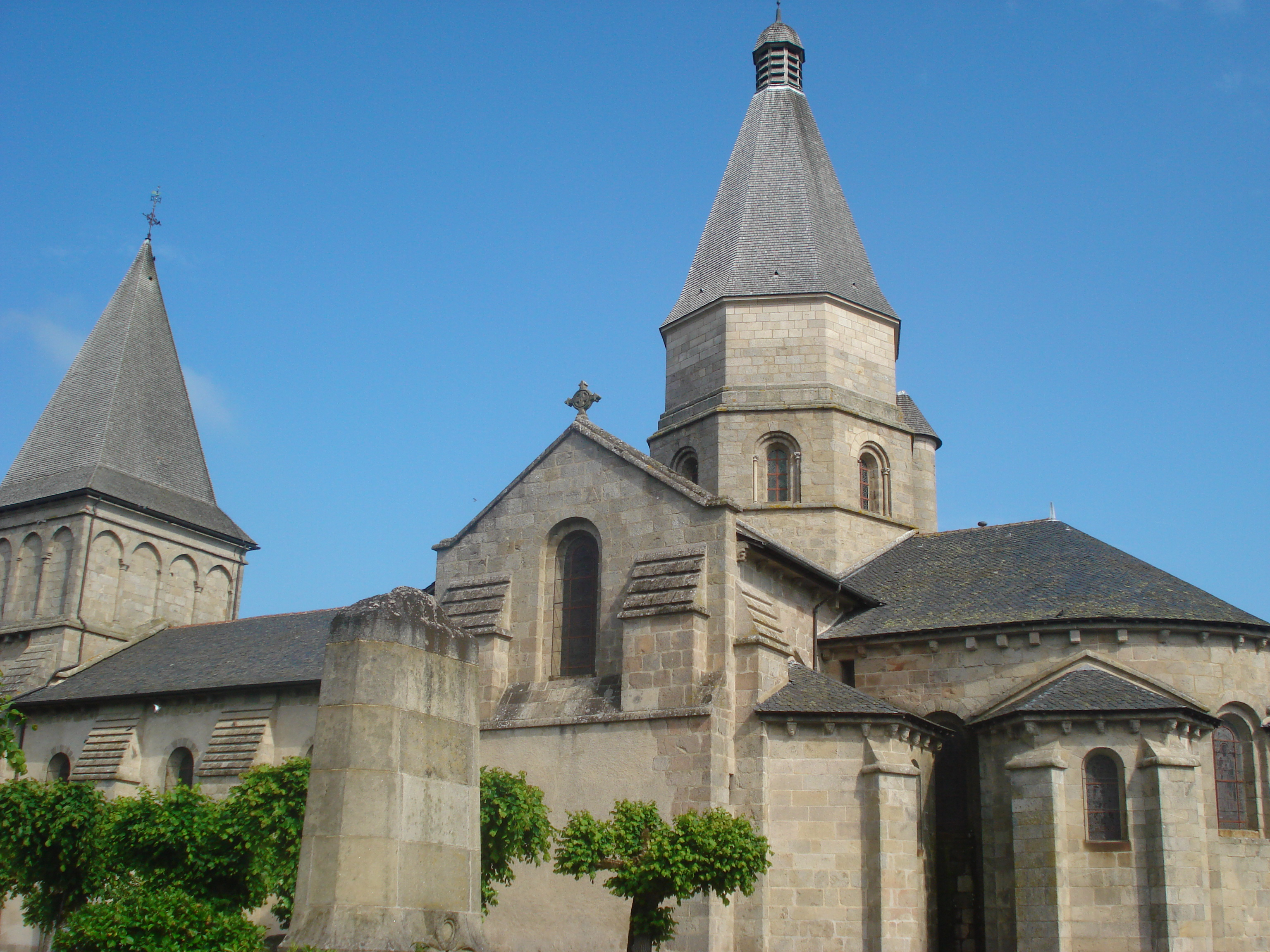
L'église de Bénévent-l'Abbaye

Le canton de Bénévent-l'Abbaye est une ancienne division administrative française située dans le département de la Creuse et la région Limousin. 
Avec le redécoupage cantonal de 2014 en France, le canton de Bénévent-l'Abbaye disparait et les communes qui le composent sont rattachées au canton du Grand-Bourg. 

## Géographie
Ce canton est organisé autour de Bénévent-l'Abbaye dans l'arrondissement de Guéret. Son altitude varie de 294 m (Châtelus-le-Marcheix) à 693 m (Saint-Goussaud) pour une altitude moyenne de 459 m.

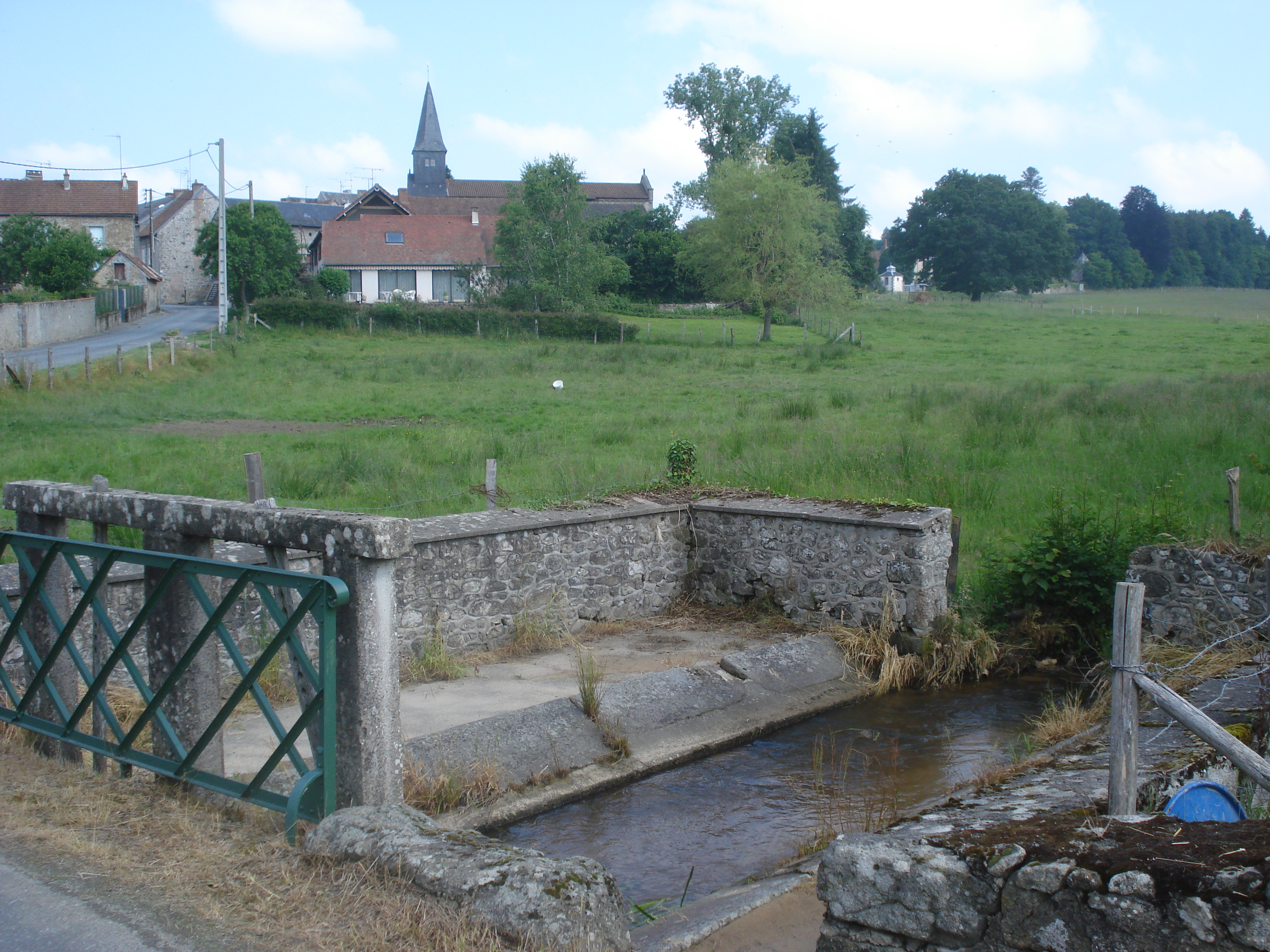
Vue sur Marsac (Creuse)

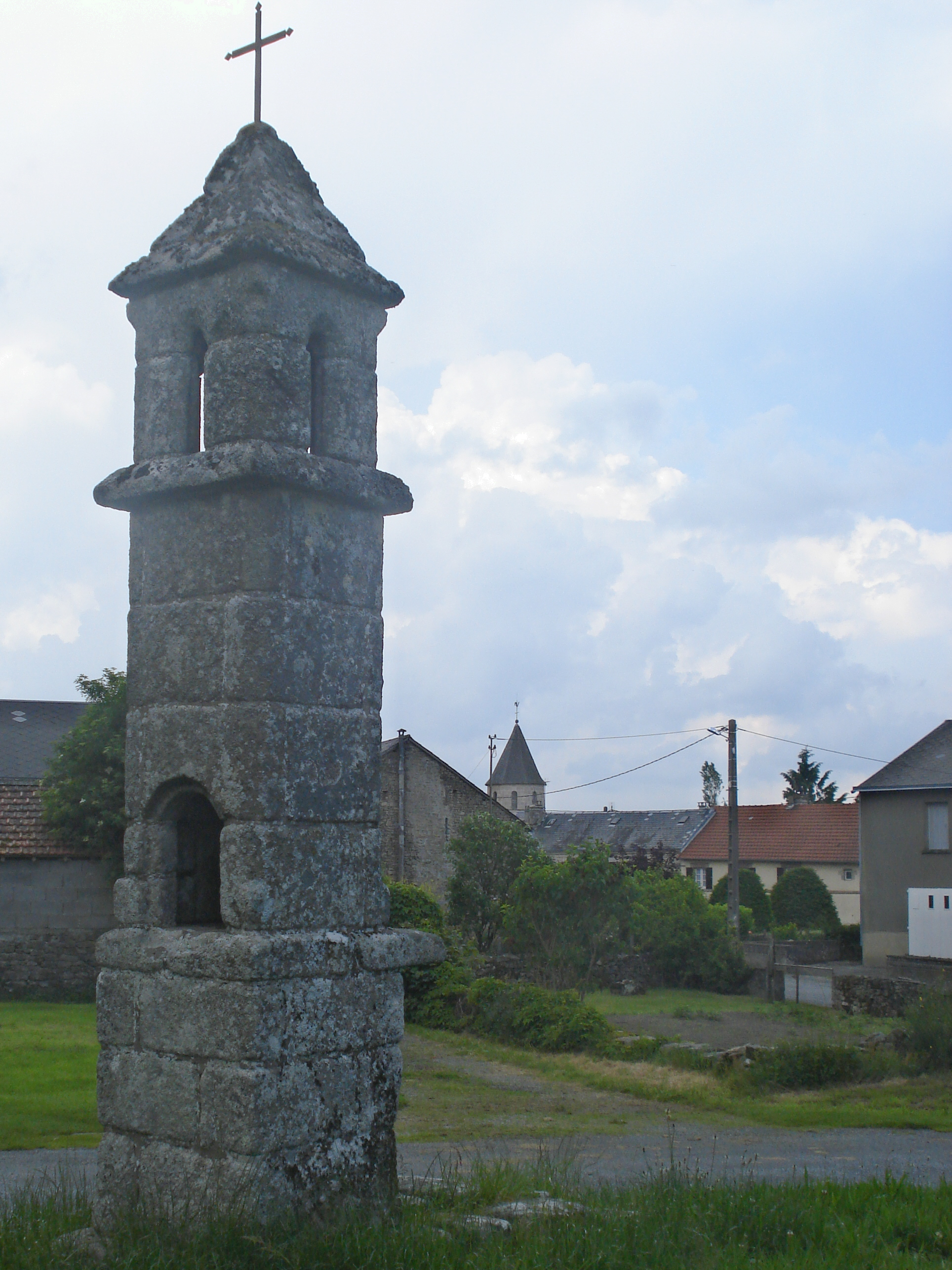
Saint-Goussaud, lanterne des morts avec vue sur le village

## Administration

### Conseillers généraux de 1833 à 2015
| Période                                  | Période      | Identité                       | Étiquette          | Qualité                                                                                   |
| ---------------------------------------- | ------------ | ------------------------------ | ------------------ | ----------------------------------------------------------------------------------------- |
| 1833                                     | 1852         | François Gédéon Parelon-Sauzet |                    | Juge de paix Maire de Bénévent-l'Abbaye (1830-1858)                                       |
| 1852                                     | 1871 (décès) | Henry Tandeau de Marsac        | Bonapartiste       | Ancien officier propriétaire du château et maire de Marsac, conseiller d'arrondissement   |
| 1871                                     | 1895         | Émile Coutisson                | Droite monarchiste | Avocat, juge de paix Propriétaire du château du Verger à Bourganeuf Député (1889-1893)    |
| 1895                                     | 1919         | Xavier Rouchon-Mazérat         | Rad.               | Percepteur puis industriel puis agent d'assurances Maire de Bénévent-l'Abbaye (1908-1912) |
| 1919                                     | 1940         | Jean-Baptiste Tenaille         | Rad. puis PRS      | Négociant Maire de Bénévent-l'Abbaye (1919-1925)                                          |
|                                          |              |                                |                    |                                                                                           |
| 1945                                     | 1948 (décès) | Antonin Fumeron (1895-1948)    | SFIO               | Percepteur à Bénévent-l'Abbaye                                                            |
| 11 avril 1948                            | 1951         | Georges Mallet                 | Troisième Force    | Agriculteur, ancien maire d'Augères                                                       |
| 1951                                     | 1959 (décès) | Gustave Parlon                 | PCF                | Négociant en vins à Bénévent-l'Abbaye                                                     |
| 1959                                     | 1964         | Alexandre Périgaud             | Rad.               | Négociant en produits du sol Maire de Bénévent-l'Abbaye (1959-1965)                       |
| 1964                                     | 1982         | Jean Caillaud (1903-1994)      | SFIO puis PS       | Maire d'Aulon                                                                             |
| 1982                                     | 2015         | André Mavigner                 | PS puis DVG        | Cadre Maire de Châtelus-le-Marcheix (1989-2008) Maire de Bénévent-l'Abbaye depuis 2008    |
| Les données manquantes sont à compléter. |              |                                |                    |                                                                                           |

### Conseillers d'arrondissement (de 1833 à 1940)
Le canton de Bénévent avait deux conseillers d'arrondissement.
Il appartenait à l'arrondissement de Bourganeuf jusqu'à sa disparition en 1926.
| Période                                  | Période | Identité                               | Étiquette                | Qualité |
| ---------------------------------------- | ------- | -------------------------------------- | ------------------------ | --- |
| 1833                                     | 1848    | Michel Delage                          |                          | Notaire, maire de Ceyroux                                                                                   |
| 1833                                     | 1852    | Henry Tandeau de Marsac                |                          | Capitaine en retraite, maire de Marsac                                                                      |
|                                          |         |                                        |                          | |
| 1886                                     |         | Annet Barthélemy Descottes (1864-1908) | Républicain opportuniste | Docteur en médecine à Bénévent-l'Abbaye, Président du Conseil d'arrondissement                              |
| 1886                                     |         | M. Dury                                |                          | |
|                                          |         |                                        |                          | |
| 1910                                     | 1919    | M. de Combredet                        | Rad.                     | |
| 1919                                     | 1940    | M. Périgaud                            | PRS                      | |
| 1931                                     | 1940    | Auguste Prout                          | PRS                      | Huissier à Bénévent-l'Abbaye                                                                                |
| 1940                                     |         |                                        |                          | Les conseils d'arrondissement ont été suspendus par la loi du 12 octobre 1940 et n'ont jamais été réactivés |
| Les données manquantes sont à compléter. |         |                                        |                          | |

## Composition
Le canton de Bénévent-l'Abbaye groupe 10 communes et compte 3 521 habitants recensement de 2007 population municipale).
| Communes              | Population (2012) | Code postal | Code Insee |
| --------------------- | ----------------- | ----------- | ---------- |
| Arrènes               | 221               | 23210       | 23006      |
| Augères               | 138               | 23210       | 23010      |
| Aulon                 | 174               | 23210       | 23011      |
| Azat-Châtenet         | 132               | 23210       | 23014      |
| Bénévent-l'Abbaye     | 855               | 23210       | 23021      |
| Ceyroux               | 123               | 23210       | 23042      |
| Châtelus-le-Marcheix  | 364               | 23430       | 23056      |
| Marsac                | 721               | 23210       | 23124      |
| Mourioux-Vieilleville | 584               | 23210       | 23137      |
| Saint-Goussaud        | 209               | 23430       | 23200      |

## Démographie
| 1962  | 1968  | 1975  | 1982  | 1990  | 1999  | 2006  | 2011  | 2012  |
| ----- | ----- | ----- | ----- | ----- | ----- | ----- | ----- | ----- |
| 5 805 | 5 305 | 4 750 | 4 248 | 3 734 | 3 495 | 3 511 | 3 361 | 3 324 |